# Tapio Kantanen

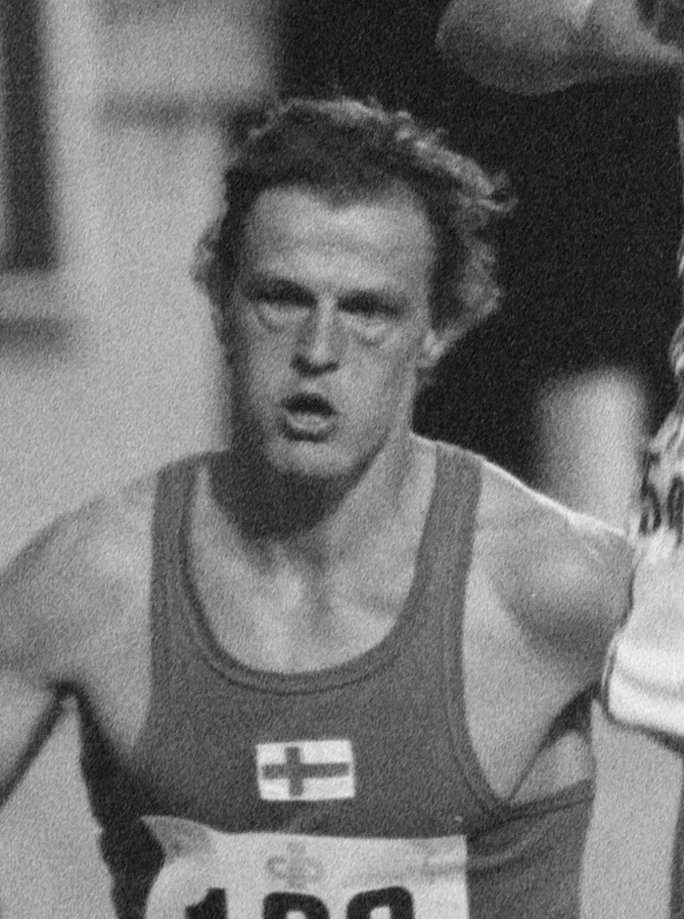

Tapio Kantanen (Heinola, 31 de maio de 1949) é um ex-atleta finlandês, especialista em provas de fundo e meio-fundo. Nos 3000 metros com obstáculos foi medalhista de bronze nos Jogos Olímpicos de Verão de 1972, em Munique.